# Historia de la Comunidad Valenciana
El territorio de la actual Comunidad Valenciana coincide en su mayor parte con el del histórico Reino de Valencia, el cual a lo largo de la historia ha recibido diversas denominaciones: así, a finales del siglo XIX se conocía como Región Valenciana y a partir de la Segunda República y sobre todo de la década de 1960 se ha venido empleando la forma no oficial (aunque se cite, junto a la denominación Reino de Valencia, en el preámbulo del Estatuto de Autonomía) de País Valenciano. También se usa por abreviar, Valencia, aunque este último puede llevar a confusión con la ciudad de Valencia o con la provincia de Valencia.
Su territorio, con capital en Valencia, está situado en el este y sureste de la península ibérica. También forma parte del territorio valenciano el archipiélago de las islas Columbretes, la Isla de Tabarca y otras islas menores e islotes cercanos a la costa, además del Rincón de Ademuz, un enclave separado totalmente del resto del territorio valenciano por el municipio conquense de Santa Cruz de Moya al sur, y al norte por el municipio turolense de Arcos de las Salinas. Tiene una superficie de 23.255 km², siendo la 8.ª comunidad autónoma más extensa de España. Está formada por las provincias de Alicante, Castellón y Valencia, y limita al norte con Cataluña y Aragón, al oeste con Castilla-La Mancha y Aragón, y al sur con la Región de Murcia.

## Prehistoria

Localización de algunos de los yacimientos más importantes del Paleolítico y Epipaleolítico en la Comunidad Valenciana.

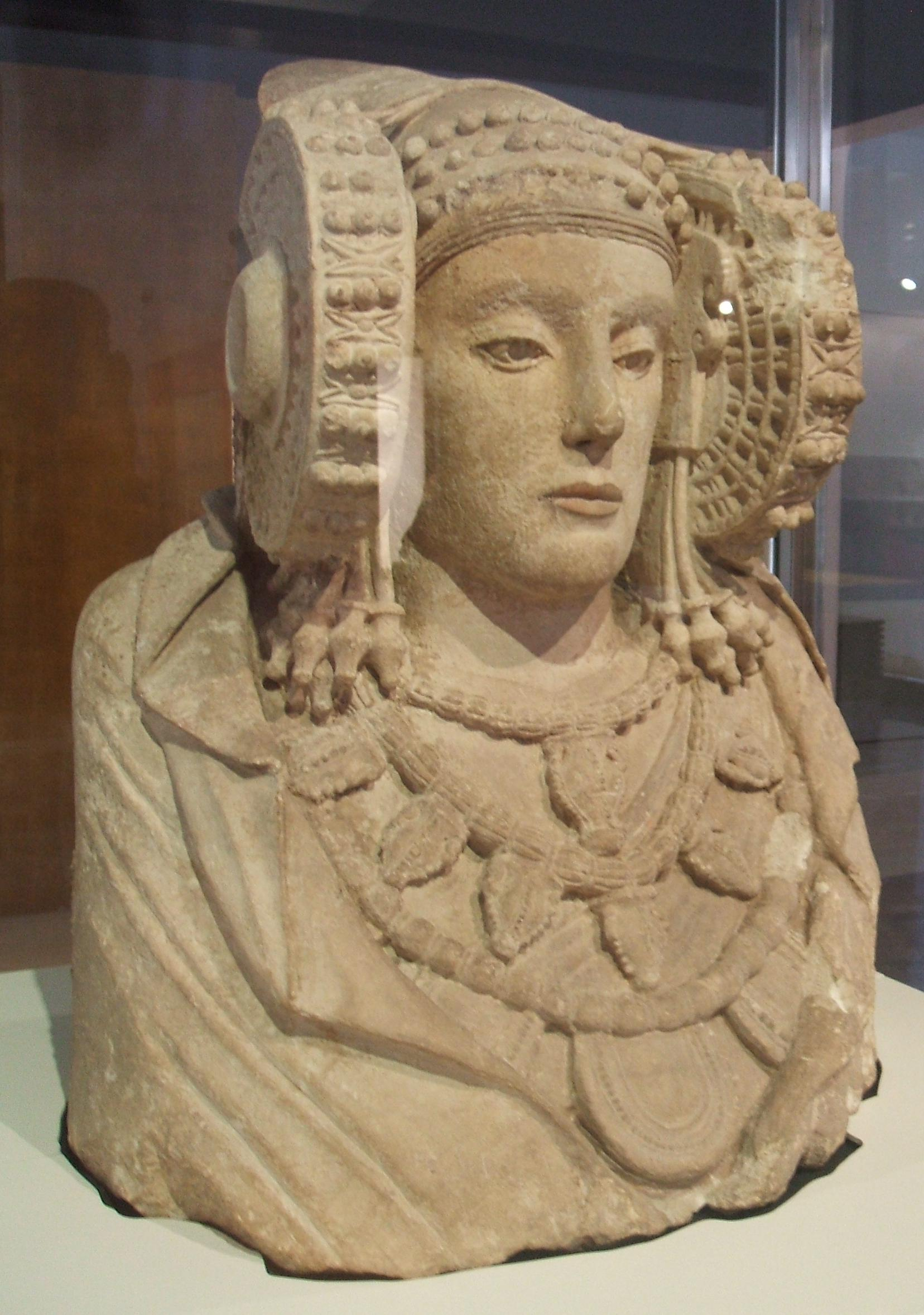
Escultura íbera de la Dama de Elche.

Los primeros vestigios de poblamiento humano encontrados en la actual Comunidad Valenciana datan de hace 250 000 años (finales del Paleolítico Inferior), siendo los más antiguos encontrados hasta ahora los del yacimiento de Bolomor (Tabernes de Valldigna, Valencia); muy posiblemente, la presencia humana en la región date de más tiempo, pues se han encontrado restos de homínidos en otras partes de la península ibérica con 800 000 años de antigüedad (hombre de Atapuerca).
En el Paleolítico Medio (del 100.000 al 35.000 a. C.), el número de yacimientos aumenta a lo largo de la región. En la Cova Negra de Játiva (con pinturas rupestres) y en El Salt (Alcoy) se han recuperado restos del hombre de Neandertal datando de entre el 60 000 y el 30 000 a. C., fecha esta última en la que fue finalmente reemplazado por el Hombre moderno (Homo sapiens sapiens).
El Paleolítico Superior y el Mesolítico están bien representados en la región, pudiéndose citar las cuevas de Parpalló y Malladetes en Gandía para el primer periodo y la Cueva de la Cocina (en el macizo del Caroig, suroeste de la provincia de Valencia) para el segundo.
El Neolítico llegó a la Comunidad Valenciana hacia el 5.000 a. C.; la aparición de la agricultura y la ganadería, de origen foráneos, supuso una transformación en la ocupación y la explotación del territorio. El hábitat en cuevas, característico del Neolítico inicial y atestiguado en La Sarsa (Bocairente) y la Cueva del Oro (Beniarrés), fue dejando paso a los primeros poblados en las tierras llanas.
Hacia el 2.500 a. C. se inicia la metalurgia en la región, que muestra influencias y contactos del sudeste peninsular. El tamaño y la ubicación de los poblados, ahora en las laderas de las montañas, refleja una progresiva complejidad social. Del 1.000 a. C., en la Edad de Bronce tardía, data el poblado del Cabezo Redondo, cuyos habitantes acumularon el llamado tesoro de Villena, que representa el mayor conjunto de orfebrería de la prehistoria de la península ibérica.

## Época antigua

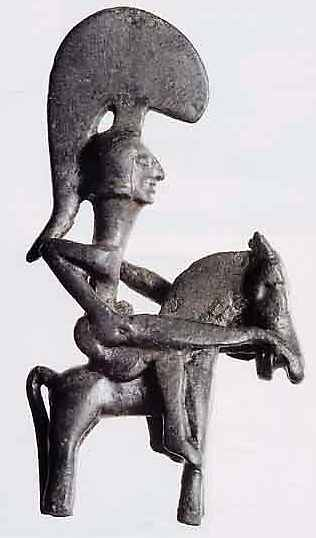
El guerrero de Mogente, escultura ibérica contestana del o a. C.

### Pueblos prerromanos
El pueblo autóctono de la Comunidad Valenciana que se distingue frente a los posteriores colonizadores semíticos, griegos y romanos fueron los íberos, que se consolidaron en toda la fachada mediterránea comprendida entre el sur de Francia y el este de Andalucía. Al contrario de otras partes de España, en la región no hubo presencia celta.
Los íberos se dividían a su vez en diversos pueblos; en la zona sur de la Comunidad habitaban los contestanos, en el centro los edetanos, y en el norte los ilercavones. Aunque se conocen mal sus diferencias y similitudes, se sabe que estos tres pueblos íberos usaban la escritura en signario ibérico nordoriental.
Contestanos, edetanos e ilercavones mantuvieron relaciones comerciales marítimas con fenicios, griegos, y cartagineses, fundando los fenicios en la costa de la actual Guardamar del Segura la colonia de Herna.

### La etapa romana
Según el tratado del Ebro firmado entre Roma y Cartago en el 226 a. C., las dos potencias mediterráneas se repartieron sus zonas de influencia respectivamente al norte y al sur del río Ebro. Con la fundación de Carthago Nova (Cartagena) por los púnicos en el 227 a. C., comienza una colonización progresiva cartaginesa del levante peninsular. 

Primera división de Hispania en dos provincias: Citerior y Ulterior

División provincial de Augusto

División provincial de Diocleciano en 298.

El ataque cartaginés en el 219 a. C. a la ciudad íbera de Sagunto, aliada de la colonia griega de Massilia e indirectamente de Roma, fue el pretexto que sirvió de desencadenante para la segunda guerra púnica entre cartagineses y romanos. Hispania se convirtió en uno de los teatros de las operaciones militares, lo que provocó que las tribus locales debiesen de pronunciarse como aliadas de una u otra potencia, mientras que se producía por primera vez la llegada de tropas romanas a Hispania y, tras la victoria romana en el 202 a. C., todo el litoral mediterráneo acabó sometido a la autoridad militar de Roma.
Bajo el dominio romano, los íberos se fueron integrando paulatinamente en la nueva organización política, económica y social y adquiriendo el latín como lengua; no existe constancia de revueltas indígenas como las que hubo en otras zonas íberas de España. La fundación, en el año 138 a. C. de Colonia Valentia Edetanorum, siendo cónsul romano Décimo Junio Bruto, dio origen a la ciudad de Valencia, mientras que la colonia íbera de Hélike fue ocupada y rebautizada como Colonia Julia Illici Augusta en el 27 a. C; estas dos fueron las únicas colonias romanas en la Comunidad.
Las ansias de la población autóctona de conseguir títulos romanos, tanto para las personas como para las ciudades, llevó a la división de la sociedad en clases. Las primeras ciudades en conseguir estatus jurídicos importantes fueron: Valentia, Illici Augusta (Elche), Saguntum, Bisgargis (¿el Forcall?), Edeta (Liria), Lucentum (anteriormente Leucant, Alicante), Saetabis Augusta  (anteriormente Sitib, Játiva) y Dianium (Denia). A pesar de ello, las subdivisiones administrativas romanas de la Tarraconensis respetaron, en cierta medida, la anterior presencia territorial íbera de cada respectiva tribu, con las gobernaciones de Edetania, Contestania, e Ilercavonia.

## Edad Media

### Visigodos y bizantinos
El paso de los bizantinos y visigodos duró desde principios del siglo VI hasta principios del VIII, tiempo en el que la mayor parte del territorio estuvo sujeto al reino visigodo de Toledo, siempre envuelto en conflictos dinásticos y políticos, mientras que áreas del centro y sur estaban bajo dominación del Imperio bizantino (antiguo Imperio romano de Oriente), integradas en la provincia de Spania, hasta su expulsión definitiva de la península en el 620.  La presencia bizantina al sur queda atestiguada por los descubrimientos arqueológicos en Elda y Rojales, ambos en la provincia de Alicante.
Parece también probable la existencia desde inicios del siglo VIII (año 713) de un Reino de Tudmir. No obstante, apenas existen pruebas arqueológicas de la presencia visigoda.

### La etapa de Al-Ándalus
Las fuerzas del Califato Omeya entraron en España el 711 y batieron rápidamente a los visigodos; Abd al-Aziz, hijo del jefe de las fuerzas omeyas, pactó con Teodomiro, un conde visigodo establecido en Orihuela, por el que se le reconocía el señorío sobre la zona a cambio de aceptar la soberanía de los Omeyas y de pagar tributos. Se trató de un territorio cristiano autónomo dentro de Al-Ándalus, que contenía a la provincia de Alicante y parte de las de Valencia, Murcia y Albacete, y que se mantuvo hasta el 779, cuando la ciudad de Valencia se sublevó y fue destruida por Abderramán I. Desde entonces, la llegada de nuevos pobladores árabes y bereberes, y la creciente conversión de cristianos al Islam, permitió un mayor control del territorio por parte del Emirato de Córdoba. Aun así, hasta el siglo X (con las islamizaciones de Abderramán III) la población valenciana siguió siendo mayoritariamente cristiana.

Los reinos de taifas en el 1031

Tras la muerte de Almanzor en el 1030, el Califato de Córdoba se descompuso, dividiéndose Al-Ándalus en una treintena de estados independientes, los primeros reinos de taifas. En la Comunidad Valenciana surgieron la Taifa de Denia, la Taifa de Valencia y la Taifa de Alpuente.
En el 1065, Fernando I de Castilla atacó la ciudad de Valencia, retirándose sin haberla conseguido conquistar. La Taifa de Valencia fue incorporada seguidamente por la de Toledo, hasta que con ayuda castellana recuperó la independencia en 1076. En 1085, tras la conquista de Toledo por los cristianos y la muerte del rey de la Taifa de Valencia, fue elevado al trono de esta taifa Al-Qádir, el antiguo rey de la Taifa de Toledo, con la ayuda militar de Alfonso VI de Castilla. 
En esta situación confusa, Rodrigo Díaz de Vivar (apodado el Cid Campeador), un luchador mercenario castellano desterrado por el rey Alfonso VI de Castilla, hizo tributarias a las taifas de Albarracín y Alpuente, y se dedicó a proteger a Al-Qádir (aliado de los cristianos) de los ataques de la Taifa de Zaragoza y de las revueltas populares. Sin embargo, tras una revuelta proalmorávide en Valencia, Al-Qádir fue asesinado, lo que llevó al Cid a conquistar la ciudad en junio de 1094. Tras su muerte en 1099, los almorávides tomaron el control de toda la Comunidad en el 1102, a pesar de la resistencia ofrecida por los lugareños cristianos establecidos con la ayuda de la Corona de Aragón y del ejército del Cid. A mediados del siglo XII, fueron desplazados por los almohades.
Desde el punto de vista económico, las tierras de la región valenciana fueron hasta el siglo XI rurales, sin centros urbanos importantes. Fue a partir del califato y, sobre todo, de los primeros reinos de taifas, cuando aparecieron los sistemas de regadío de la región, como la Huerta de Valencia, la Vega Baja del Segura o las huertas de Elche y Alicante. La demanda de productos de lujo por la clase dominante en los reinos de taifas impulsó la actividad artesanal y el comercio. En Játiva fue donde se estableció la primera fábrica de papel de todo Occidente.
Aunque la presencia musulmana se alargó durante ocho siglos, en un contexto generalmente pacífico, hay pocos restos arquitectónicos de la época, ya que los cristianos aprovechaban la infraestructura existente para construir sobre ella, pero abundan las piezas de orfebrería, cerámica, etc., y, sobre todo, han perdurado sus sistemas de regadío y el Tribunal de las Aguas de Valencia.

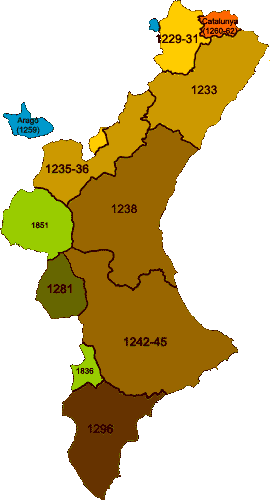
Formación cronológica del Reino de Valencia y de la actual Comunidad Valenciana. Los territorios adquiridos entre 1232 y 1245 fueron conquistados a los musulmanes por Jaime I de Aragón; el valle de Ayora y la mitad sur de la provincia de Alicante fueron originalmente conquistados por el Reino de Castilla, y fueron cedidos al Reino de Valencia entre finales del y principios del. La villa de Caudete, isla del Reino de Valencia en territorio manchego, pasó a pasar administrativamente a Castilla a principios del. Las comarcas de Villena y de Requena-Utiel pertenecieron durante todo el Antiguo Régimen a la Corona de Castilla, pero fueron incluidos en las provincias de Alicante y de Valencia tras la nueva división territorial de España de mediados del

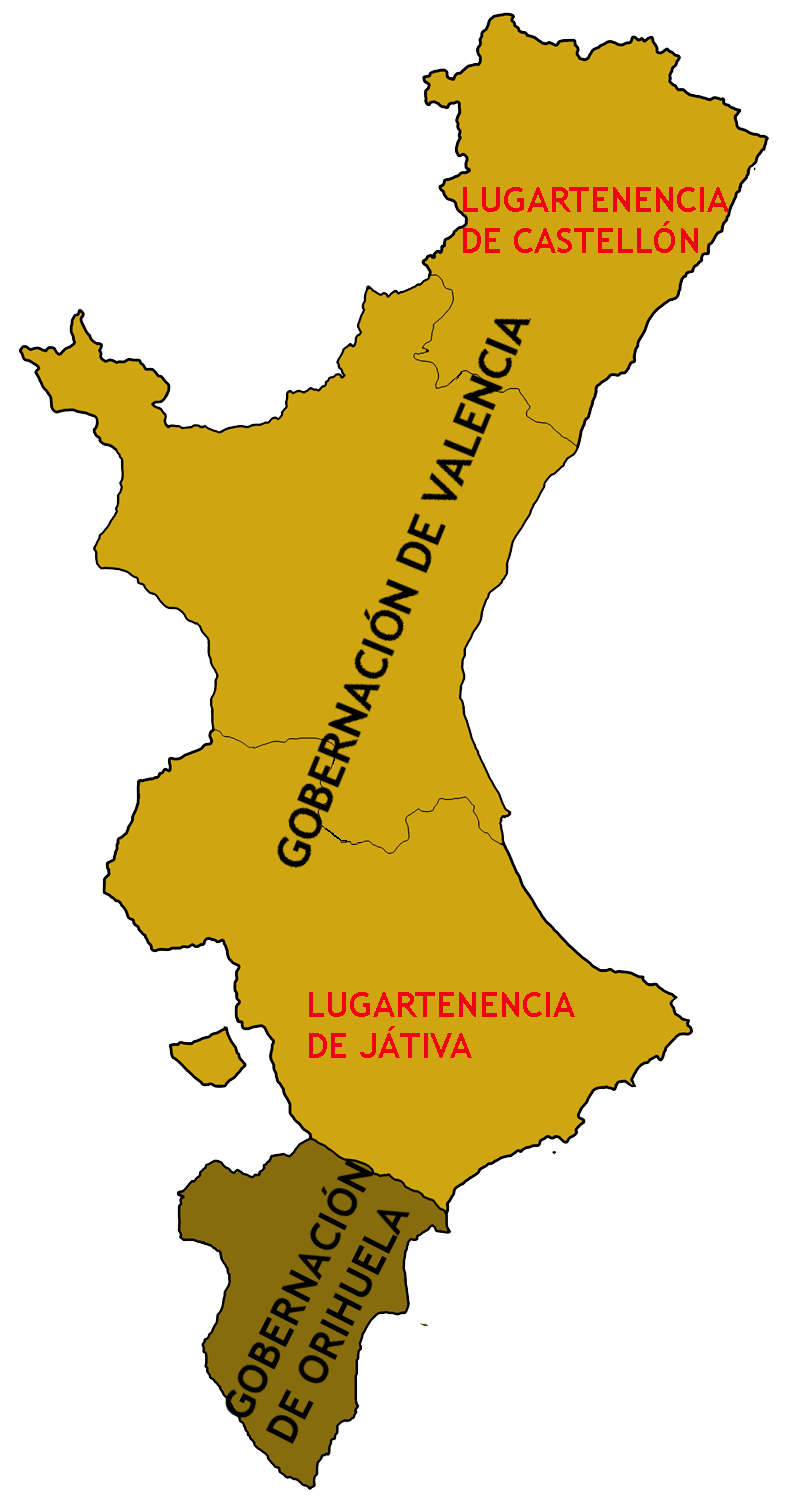
Extensión y estructura del Reino de Valencia durante la época foral

### Baja Edad Media
Tras haber sido la cuna de la cultura íbera, y receptora de diferentes culturas antiguas, la historia del territorio de la actual Comunidad Valenciana está especialmente vinculada a la fundación del Reino de Valencia. Tras la derrota de los musulmanes en la batalla de Las Navas de Tolosa (1212), se produjo el derrumbamiento del estado almohade, dividiéndose su territorio en los Segundos reinos de taifas; en la región valenciana, surgieron la Taifa de Balansiya, la Taifa de Denia, y la Taifa de Murcia. 
En el año 1232 el rey aragonés Jaime I el Conquistador inició la conquista del territorio valenciano, estructurándolo como un reino autónomo dentro de la Corona de Aragón, contra el deseo de los nobles aragoneses que le habían apoyado, que querían verlo integrado dentro del reino de Aragón. Tras ir conquistando por medio de las armas el norte del futuro reino, en 1238 tomó Valencia sin llegar a batallar.  En 1244 firmó el tratado de Almizra con Fernando III de Castilla, en la que se fijaban los límites meridionales del Reino de Valencia a través de la línea Biar-Busot. Por su parte, el infante Alfonso, futuro Alfonso X el Sabio, conquistaba Alicante para la Corona castellana en 1248.
Los mudéjares, con el caudillo Al-Azraq en cabeza, encabezaron varias revueltas en el norte de la provincia de Alicante entre 1247 y 1275, que fueron aplastadas y sirvieron para expulsar a población musulmana y aumentar la repoblación cristiana. Por su parte, en 1296 Jaime II de Aragón supo aprovecharse de las luchas dinásticas de la Corona de Castilla para invadir el Reino de Murcia, anexionándose al Reino de Valencia los dos tercios sur de la provincia de Alicante tras la Sentencia Arbitral de Torrellas (1304) y el tratado de Elche (1305). Estos territorios tuvieron un estatus especial, conservando parte de las instituciones castellanas, bajo la forma de Procuración o Gobernación General de Orihuela. El valle de Ayora pasaría también de la Corona de Castilla a la de Aragón en 1281.
El año 1283 Pedro III de Aragón autorizó la instalación del Consulado del Mar en Valencia, siendo el primero de España.
El reino de Valencia, al principio de mayoría musulmana mudéjar, empezó a ser colonizado con la repoblación de cristianos del interior de Reino de Aragón que, junto con los judíos, dio como resultado una sociedad multiconfesional y multicultural, siendo los cristianos quienes tenían plenos derechos en comparación con el resto de las culturas. Estos mismos crearon las bases de un sistema económico aprovechando las infraestructuras andalusinas existentes (azudes, bancales, sistemas de riego, mezquitas, torres de vigilancia etc.), así como los productos agrícolas asentados (cítricos, arroz, chufa, hortalizas, palmeras, etc). El proceso de poblamiento del Reino de Valencia fue un proceso largo que no acabará hasta el siglo XVII, tras la expulsión de los moriscos. La población del Reino de Valencia, desde el principio, era de origen diverso.
A pesar de compartir rey y cultura con el resto de territorios hispánicos de la Corona de Aragón, el rey Jaime el Conquistador, al igual que hizo con el Reino de Mallorca, instauró los fueros de Valencia, fundando de esta manera un reino con identidad política propia, con sus propias instituciones, administración, y aranceles, como demuestran los hechos que se recogen en el actual registro de cuentas del Reino de Valencia, guardados en el Archivo del Reino de Valencia.
Tras la mortífera peste negra de 1348 y una estéril guerra con Castilla (la llamada guerra de los dos Pedros), a partir de 1370 comenzó una etapa de prosperidad que alcanzaría su máximo esplendor en el siglo XV, considerado como el Siglo de Oro valenciano.

## Época moderna

### SigloXV

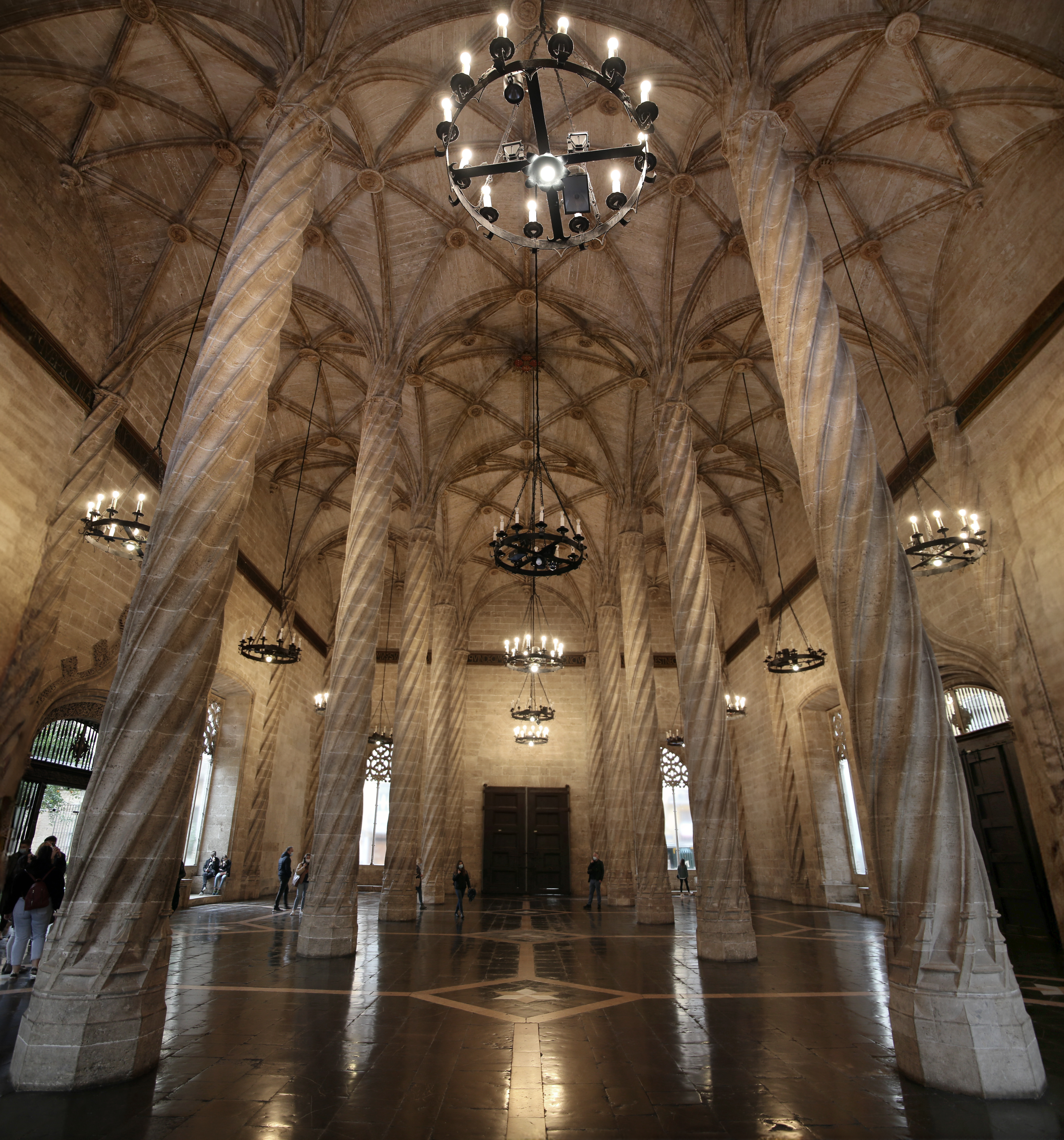
La Lonja de Valencia, obra maestra del gótico civil realizada durante el Siglo de Oro valenciano

El Reino de Valencia fue uno de los pilares de la Corona aragonesa, financiando económicamente la expansión de la Corona de Aragón durante los siglos XV y XVI. 
Gracias al comercio marítimo con los nuevos territorios extra hispánicos de la Corona aragonesa (Cerdeña, Sicilia, Nápoles, etc.), durante el siglo XIV el Reino alcanzó un notable desarrollo económico, al que a menudo se califica como el Siglo de oro valenciano. Esta época coincide, además, con una explosión literaria notable en valenciano, siendo una de las primeras sociedades de España en entrar en el Renacimiento, con importantes escritores, humanistas, y filósofos. En 1469, Valencia era la ciudad más poblada de la Península, con una población de 40.000 a 70.000 habitantes; el reino contaba entonces con unos 250.000 habitantes. En 1501, el papa Alejandro VI, de ascendencia valenciana, otorgó la bula fundacional de la Universidad de Valencia.
Con la entronización del castellano Fernando de Trastámara como rey de Aragón en 1412, los lazos entre las coronas castellana y aragonesa fueron estrechándose paulatinamente, alcanzándose la unión de las dos coronas con el triunfo en 1479 de Isabel I de Castilla, casada con Fernando I de Aragón, en el Conflicto por la sucesión de Enrique IV de Castilla. Sin embargo la unión de las coronas no significó una unión política, ya que los reinos de la corona de Aragón y el reino de Castilla siguieron con su identidad política y sus cortes. La unión de ambas coronas se deshizo tras la muerte de Isabel de Castilla para volverse a unir con Carlos I.

### SiglosXVIyXVII
La llegada al poder de Carlos I de España en 1518 dio lugar a importantes conflictos sociales como las revueltas de las Germanías de los gremios y agricultores valencianos contra diversos virreyes y lugartenientes. 

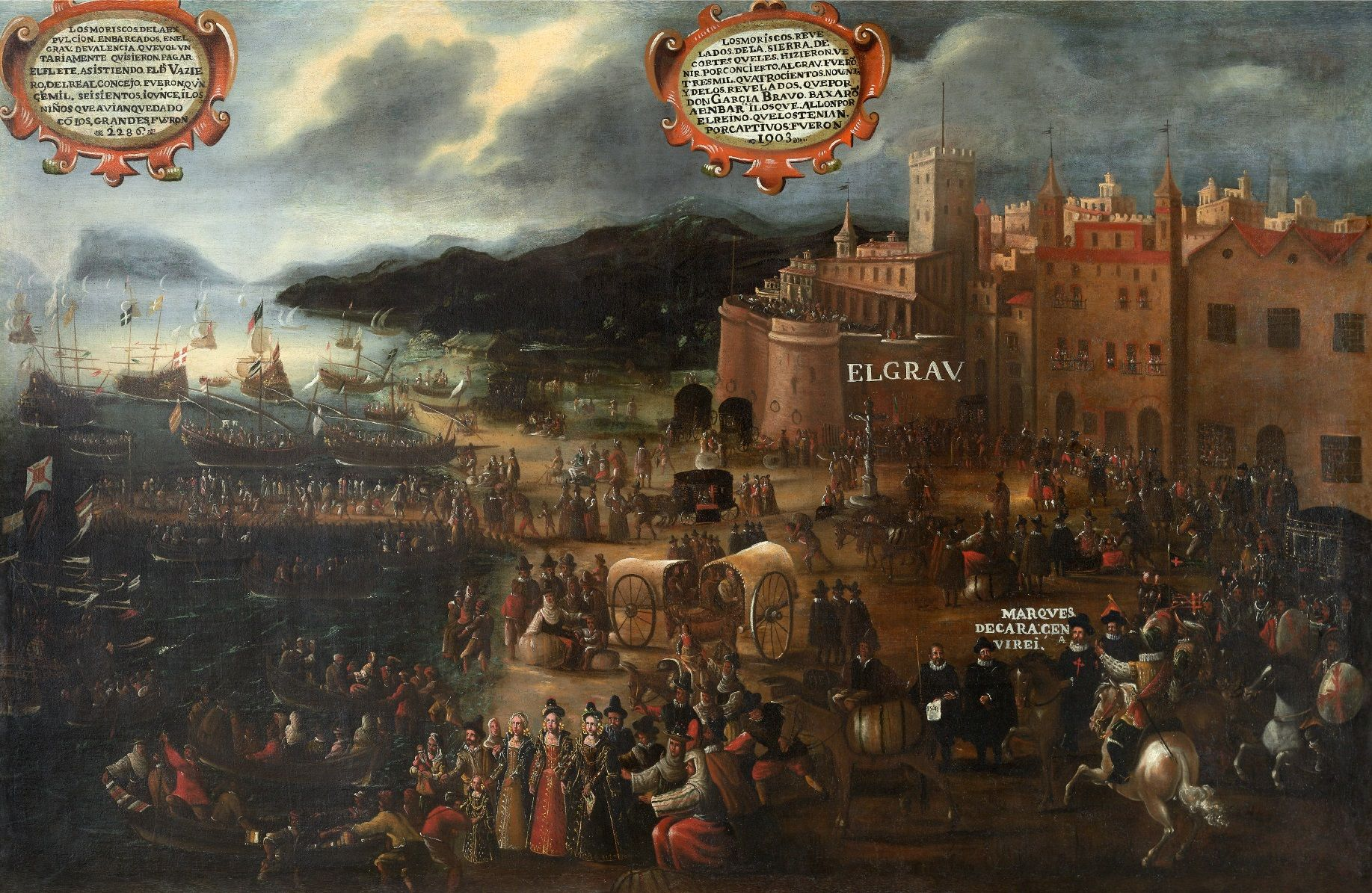
Pedro Oromig, Embarque de moriscos en el grao de Valencia, 1613, Fundación Bancaja

Otro problema importante fue la drástica reducción demográfica, hasta un tercio de la población, como consecuencia de las diferentes expulsiones de judíos (en 1492) y moriscos (en 1609) del Reino, lo cual hizo que su economía entrase en una grave crisis debido, principalmente, a la falta de mano de obra barata que había con la población morisca valenciana (denominados "tagarins"), y a la fuga de capitales y activos acumulados por los sefarditas. Precisamente, el gran número de moriscos que había en el Reino de Valencia (con gran diferencia, era donde más había de toda España, con cerca de 110.000), su poca integración con el resto de la sociedad y la ayuda que procuraban a los piratas berberiscos, que estuvieron asolando las costas valencianas hasta bien entrado el siglo XVII, fue una de las causas que originaron el decreto de la expulsión de los moriscos, que se cumplió con gran severidad en toda España. El norte de la provincia de Alicante se quedó, a raíz de esto, prácticamente completamente despoblado.
Los efectos de las Germanías, la reducción demográfica tras las expulsiones de las minorías, los continuos ataques turco-argelinos contra la costa, y, en gran medida, la desviación de la economía mundial hacia el Atlántico en detrimento del comercio mediterráneo (a raíz del descubrimiento de América), fueron desdibujando el peso de la región valenciana en el conjunto de España. Por otro lado, en consononcia con el aumento del autoritarismo del resto de las monarquías europeas, se produjo todo lo largo de los siglos XVI y XVII un progresivo reforzamiento del poder real; así, las aristocráticas Cortes forales valencianas fueron por última vez convocadas en 1645.
En el plano cultural, destaca el aumento del prestigio del castellano, produciéndose desde principios del siglo XVI un abandono casi total del valenciano como lengua de cultura. Así, uno de los escritores valencianos más reconocidos de la Edad Moderna, Guillén de Castro, fue un gran dramaturgo en lengua castellana.

### SigloXVIII
A partir de 1680 tuvo lugar una revitalización de la economía valenciana. Sin embargo, fue parada por la guerra de sucesión española que enfrentó a Felipe V de Borbón, ascendido al trono en 1701, con el archiduque Carlos de Austria, pretendiente también al trono español y cuyos partidarios se alzaron a su favor en 1705. El Reino de Valencia se pronunció mayoritariamente (salvo excepciones como Alicante, Jijona o Bañeres) a favor del pretendiente austriaco, por lo que la región fue escenario de numerosas operaciones militares: finalmente, tras la batalla de Almansa librada en 1707, Felipe V hizo efectivo su reinado sobre la región valenciana, favoreciendo a las ciudades y grupos sociales que se habían mantenido fieles. Siguiendo el modelo absolutista francés de Luis XIV, Felipe V desmanteló las estructuras del Reino de Valencia mediante los Decretos de Nueva Planta, integrándolas en un mismo modelo con las del reino de Castilla como, posteriormente, se realizó con las de los demás reinos de la Corona de Aragón. Las reformas borbónicas dividieron también el antiguo Reino de Valencia en trece gobernaciones o corregimientos: Morella, Peñíscola, Castellón, Valencia, Alcira, Cofrentes, Játiva, Montesa, Denia, Alcoy, Jijona, Alicante y Orihuela.
Durante el siglo XVIII la región mantuvo un crecimiento económico modesto pero constante, principalmente agrícola, extendiéndose la superficie de regadío (mediante la canalización de las aguas fluviales y la desecación de zonas pantanosas), roturándose zonas improductivas y abancalando las laderas de las montañas.

## Época contemporánea

### SigloXIX
La guerra de Independencia española frente a los invasores franceses (1808-1814) fue dañina para la economía valenciana, aunque menos que en otras regiones de España. Durante la primera guerra carlista, la provincia de Castellón (descontando la capital), especialmente el Maestrazgo y la localidad de Morella, fue uno de los principales baluartes de los guerrilleros carlistas, coordinados por el general Cabrera.
En 1833, con la nueva organización territorial liberal, la región valenciana fue dividida administrativamente en las provincias actuales de provincia de Alicante, Valencia y Castellón, conservando salvo excepciones (el condado de Villena y Requena-Utiel) los límites del histórico reino de Valencia. Durante el siglo XIX, se siguió ampliando las superficies agrícolas, en principio relacionadas con el cultivo de la viña, el arroz, las naranjas, y el almendro. La revolución industrial, como en la mayor parte de España, fue incompleta y retrasada, pero el establecimiento de Sagunto como gran centro portuario-siderúrgico, las industrias textiles de Alcoy y la aparición de pequeñas empresas a lo largo de la Comunidad permitieron un despegue industrial a partir de finales del siglo XIX.
Fruto de las desamortizaciones del siglo XIX, la mayoría de los antiguos señoríos de la nobleza y la Iglesia pasaron a manos de terratenientes, que sometieron la tierra a un régimen de parcería y explotación directa en el caso de cultivos de secano -cereales- y que se arrendó a agricultores sin propiedades en el caso de los cultivos de regadío -naranja- El arrendatario de L'Horta, La Ribera o La Safor combinaba la agricultura de subsistencia o autoconsumo con la producción destinada al mercado -exportaciones-. Esta agricultura competitiva trazó la economía valenciana del siglo XIX, forzando a la población a mantenerse en el sector agrícola, dejando poco espacio al desarrollo industrial.

### SigloXX
A principios del siglo XX, la emigración fue menos importante que en otras regiones españolas, dirigiéndose en gran parte y como característica peculiar hacia la Argelia francesa; esta había empezado ya en este sentido desde las provincias de Alicante, Murcia y Almería tras las sequías de 1830-1840. Entre 1906 y 1920 existió un flujo de emigración valenciana -aproximadamente 15.700 personas- hacia Estados Unidos, motivada por la crisis del sector agrario vinícola, por causa de la plaga de filoxera, en 1904, que dejó sin trabajo a miles de jornaleros. Tras una disminución durante los años de la Primera Guerra Mundial (1914-1918) provocada por el bloqueo submarino alemán. Tras el fin de la guerra, especialmente en 1919, hubo un repunte de la emigración. En 1920 se interrumpió temporalmente a causa de una crisis post-bélica corta pero intensa, que hizo perder a muchos de ellos su empleo, obligándolos a regresar. 
Durante la Segunda República Española, se redactaron diversas propuestas para un Estatuto de Autonomía, aunque ninguna llegó a aprobarse. El 20 de julio de 1936 se constituyó, en el contexto de la Revolución Española de 1936, el Comité Ejecutivo Popular de Valencia, una forma de gobierno regional integrado por las fuerzas del Frente Popular y los sindicatos CNT y UGT. El 23 de julio del mismo año el gobierno de Madrid decretó su desaparición sin conseguirla, siendo finalmente el día 31 del mismo mes, legalizado y regulado por la República. Durante este período se incautó y colectivizó el 13% de la superficie de cultivo, formándose 353 colectividades, 264 dirigidas por la CNT, 69 por la UGT y 20 de manera mixta CNT-UGT. Uno de sus principales desarrollos será el Consejo Levantino Unificado de Exportación de Agrios (conocido por sus iniciales, CLUEA). Pese a sus orígenes independientes, el 2 de noviembre aprobó un cambio en su programa de actuaciones, subordinándose al gobierno central. El CEP de Valencia se disolvió el 8 de enero de 1937. 
El 7 de noviembre de 1936, el gobierno de la República se trasladó a Valencia, convirtiéndose hasta el 31 de octubre de 1937 en la capital de la España republicana. Durante la guerra, la Comunidad Valenciana estuvo completamente bajo dominio republicano hasta abril de 1938, en que las tropas franquistas conquistaron Vinaroz, partiendo así en dos la zona republicana. Las provincias de Valencia y Alicante fueron unos de los últimos reductos de la República en el momento de la victoria franquista en abril de 1939.
Después del paréntesis autárquico de 1939 a 1958, la sociedad y economía valencianas empezaron a presentar un gran dinamismo durante el tardofranquismo. Surge un nuevo sector económico que prácticamente sustituye a la agricultura como la principal fuente de ingresos, el turismo, mientras que la industria se desarrollaba de forma notable, principalmente a través de pequeñas y medianas empresas. El crecimiento económico fue parejo a un avance demográfico considerable, fruto del baby boom y de movimientos migratorios nacionales, principalmente desde Castilla-La Mancha, Andalucía y Aragón.

### Transición y democracia
Con la Transición, las provincias de Castellón, Valencia y Alicante se convertirían en graneros del voto socialista hasta los años 90. Tras el establecimiento en la Constitución española de 1978 del Estado de las Autonomías, se aprobó un Estatuto de Autonomía para la Comunidad Valenciana en 1982, con un gobierno regional, la Generalidad, que asegura una administración propia en aspectos como la Sanidad o la Educación. 

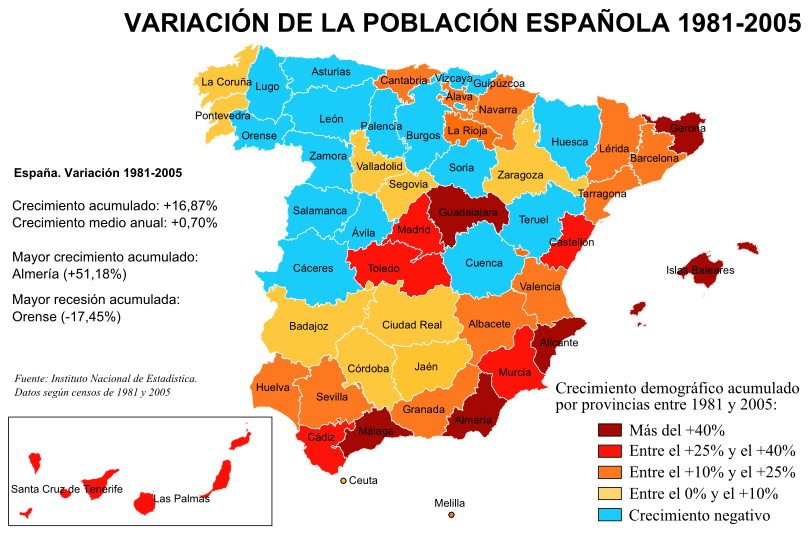
Distribución geográfica del crecimiento de la población española entre 1981 y 2005

Aunque su Estatuto de Autonomía de 1982 se hizo por el artículo 143 de la Constitución Española de 1978, posteriormente se aprobó en 1987 una ley que lo equiparaba competencialmente a las denominadas nacionalidades históricas (Ley Orgánica de Transferencia de Competencias de Titularidad Estatal a la Comunidad Valenciana, abreviadamente, LOTRAVA). Posteriormente, el Estatuto de Autonomía valenciano sufriría dos reformas, una en 1992 para incluir todas las competencias adquiridas por la LOTRAVA, y otra en 2006, de mayor calado, con competencias nuevas, y en la que se declara la Comunidad Valenciana como nacionalidad histórica en el primer artículo, siguiendo a otras comunidades que lo habían hecho con anterioridad.
La Generalidad Valenciana estuvo ocupada entre 1982 y 1995 por Joan Lerma, del PSOE, y tras este por Eduardo Zaplana (1995-2002), José Luis Olivas (2002-2003), Francisco Camps (2003-2011) y Alberto Fabra (2011-2015) del Partido Popular. En las elecciones autonómicas del 24 de mayo de 2015 Ximo Puig
Desde la adquisición de la democracia, la economía y la demografía valencianas han crecido a un ritmo mayor que el nacional, constituyendo en el 2005 un 10,64% de la población española (la cuarta región del país por población) y siendo en el 2006, junto a la Comunidad de Madrid, la segunda comunidad autónoma que más productos exporta al extranjero.

### Conflicto lingüístico valenciano
El conflicto lingüístico valenciano, también llamado Guerra de la Lengua en sus periodos más críticos,[cita requerida] parte del ocasionalmente encarnizado debate sociopolítico sobre la condición última del valenciano, ya sea como una lengua individual —postura que defienden los partidos políticos y grupos sociales afines al blaverismo valenciano—, o bien se trata de una variedad dialectal del catalán, como afirman, basándose en criterios estrictamente lingüísticos, quienes afirman la unidad de la lengua.[cita requerida] 
Si bien a nivel lingüístico la condición del valenciano como dialecto del catalán está ampliamente demostrada —según un reciente dictamen de la Academia Valenciana de la Lengua (organismo oficial encargado desde 2001 de elaborar la normativa ortográfica y gramática del valenciano) asumido por la Generalidad Valenciana, catalán y valenciano pertenecen al mismo sistema lingüístico (o en palabras textuales son una misma lengua)—, también subsiste una puja sobre la denominación de la lengua, ya que el término valenciano en los territorios del antiguo Reino de Valencia es tradicional ya desde el siglo XV.